# Alma Vivoda
Amabile Vivoda, conosciuta come Alma Vivoda (Chiampore, 23 gennaio 1911 – Trieste, 28 giugno 1943) è stata una partigiana italiana, considerata la prima partigiana caduta nella guerra di Resistenza.

## Biografia

### Giovinezza
Alma, all'anagrafe Amabile, nacque da Antonio Vivoda e Anna Crevatin. Frequentò solo la scuola elementare, si rivelò presto dotata di intelligenza e forza d'animo. Venne educata dal padre agli ideali internazionalisti e iniziò ben presto l'attività antifascista, entrando a far parte del Partito Comunista e diventando una cellula attiva del "Soccorso Rosso". A Muggia gestiva col padre e con il marito la trattoria 'La Tappa',  luogo di incontri e riunioni clandestine durante il regime, punto di riferimento per i militanti muggesani e dell'area triestina e istriana, e di smistamento delle staffette. Il locale venne chiuso dalla polizia nel marzo 1940 e Alma divenne ben presto oggetto di una caccia accanita da parte delle autorità. Nel 1931 aveva sposato il comunista Luciano Santalesa con il quale si dedicò completamente alla lotta armata per la libertà, tanto da affidare il figlio Sergio a un collegio di Udine, scegliendo la clandestinità.

### Guerra partigiana
Diventata partigiana con il nome di "Maria", organizzò la lotta delle donne dell'Istria curando la diffusione del giornale clandestino, "La Nuova Donna". Divenne una delle dirigenti più attive dell'organizzazione "Donne Antifasciste", assicurando i collegamenti tra l'antifascismo triestino e le formazioni partigiane dell'Istria, fu in collegamento col dirigente comunista di Muggia, Giovanni Postogna, e con le prime formazioni partigiane slovene e croate in Istria. Per il suo forte attivismo fu braccata dalla polizia fascista, che pose sulla sua testa una taglia di 10.000 lire.
Per le gravi condizioni di salute, Luciano fu ricoverato sotto sorveglianza in un sanatorio, ma Alma ne organizzò l'evasione. Era la primavera del 1943 e Santalesa, aiutato dalla moglie, riuscì a raggiungere i partigiani istriani; combattendo con loro sarebbe morto dopo qualche mese. Dopo pochi giorni morì anche Alma, quando il 28 giugno 1943, durante una missione alla Rotonda del Boschetto (Trieste), fu riconosciuta da un carabiniere fascista che aveva frequentato la sua trattoria, fingendosi suo amico. Venne gravemente ferita alla tempia e fu trasportata in ospedale, dove spirò.

### Dopoguerra
Con la morte di Alma Vivoda si spezzò la rete clandestina antifascista ordita con tanta dedizione dalle donne antifasciste. Alma è stata considerata la prima partigiana italiana caduta nella Resistenza. Il suo nome venne dato al battaglione partigiano creato dai comunisti di Muggia nel maggio del 1944: il "Battaglione Alma Vivoda", un reparto autonomo operante in Istria della 14ª (poi 20ª)  Brigata Garibaldi Trieste, composto da partigiani italiani, sloveni, russi e da diverse compagne di lotta di "Maria": fra gli altri il giovanissimo Luigi Dal Pont, insignito poi della medaglia d'oro al valor militare.

## Onorificenze
Dopo la Liberazione, ad Alma Vivoda sono stati intitolati il Circolo di cultura popolare di Santa Barbara (Muggia), la sede del partito comunista ed una strada di Chiampore.
Nel 1971, nel luogo in cui Alma fu colpita, è stato eretto un monumento a suo ricordo.